# Ilhéu dos Pássaros
L'Ilhéu dos Pássaros (en crioll capverdià Djeu) és un illot de l'estat africà de Cap Verd, situat entre 2 a 3 quilòmetres al nord-oest de l'illa de São Vicente (Mindelo) i a 2 quilòmetres al nord-oest del punt més proper de Mindelo, la Punta João Ribeiro. És administrativament parteix de la municipalitat de São Vicente. L'illot és una muntanya volcànica submarina.
Conté pasturatges secs i sortints rocosos que s'eleven fins a 40 m. La seva longitud i amplària és al voltant de 150 metres. Forma el límit amb la badia de Mindelo i el Canal de São Vicente en l'Oceà Atlàntic.